# Aparato eléctrico

Icono de refrigerador, un aparato eléctrico

Un aparato o dispositivo eléctrico es un aparato que, para cumplir una tarea, utiliza energía eléctrica alterándola, ya sea por transformación, amplificación/reducción o interrupción.
Un ejemplo de aparato eléctrico es una lámpara incandescente que transforma la electricidad en luz.
De acuerdo con la Directiva 2002/96/CE del parlamento Europeo y del Consejo de fecha 27 de enero de 2003 (Diario Oficial de la Unión Europea 13.2.2003) sobre residuos de aparatos eléctricos y electrónicos (RAEE), se consideran 'Aparatos Eléctricos y Electrónicos' (AEE) 

«todos los aparatos que para funcionar debidamente necesitan corriente eléctrica o campos electromagnéticos, y los aparatos necesarios para generar, transmitir y medir tales corrientes y campos pertenecientes a las categorías indicadas en el anexo IA y que están destinados a utilizarse con una tensión nominal no superior a 1.000 voltios en corriente alterna y 1.500 voltios en corriente continua» (Artículo 3, Definiciones).

## Categorías

Lámpara, aparato de alumbrado

Las categorías de aparatos eléctricos y electrónicos que abarca dicha directiva son:
- Grandes electrodomésticos
- Pequeños electrodomésticos
- Equipos de TI y telecomunicaciones,
- Aparatos electrónicos de consumo,
- Aparatos de alumbrado
- Herramientas eléctricas y electrónicas
- Juguetes, materiales médicos, instrumentos de mando y control y máquinas expendedoras.

## Grupos desde el punto de vista del reciclado
Desde el punto de vista del reciclado, podemos considerar los diferentes AEE englobados en dos grandes grupos:

Equipo de informática

1 ) Los equipos constituidos en su práctica totalidad por componentes de alta tecnología. Pertenecen, a este grupo, por ejemplo, los equipos de informática y telecomunicaciones.
Se caracterizan por:
- Poseer muchos dispositivos semiconductores
- Tiempo de utilización muy breve por parte de los usuarios
- Cocomplicado y poco rentable proceso de reciclado

2 ) Los aparatos electrónicos de consumo tales como radios, televisores, videocámaras, equipos de audio, etc.
Se caracterizan por:

Radio

- Equipos no tan plenamente de alta tecnología, tal como los electrodomésticos. Vienen caracterizados por:
- Poseer gran o menor proporción de dispositivos semiconductores.
- Mucho mayor período de utilización, pero de proceso de reciclado más fácil y rentable.